# Diacrotricha guttuligera
Diacrotricha guttuligera là một loài bướm đêm thuộc họ Pterophoridae. Nó được tìm thấy ở New Guinea.